# 宇野正高
宇野 正高（うの まさたか、男性、1946年3月26日 - ）は、愛知県日進市出身の元プロボクサー。 最高位は日本バンタム級1位。東海ジム所属。

## 来歴
- 愛知県愛知郡日進町（現日進市）で8人兄弟の7番目として生まれる。1962年12月26日、16歳でプロデビュー。サウスポーのファイターと評された。[文献2 1]

- 1966年12月、牛若丸原田（笹崎）と対戦、引き分けて日本ランク入りする。[文献1 1]

- 1968年1月、日本スーパーバンタム級で7度の防衛を果たした太郎浦一（新和）にKO勝ちし、脚光を浴びる。[文献3 1]

- 1968年2月、歴史的強豪と言われたジョー・メデル（メキシコ）との一戦が注目を集める。64ラウンドのスパーリングと、弱点であった「目の負傷」に5針縫う手術を受けて備え、引き分けに持ち込んだ。

- 1968年4月、日本チャンピオンの高木永悟（アベ）とのタイトルマッチ戦。左目の出血によりドクターストップ。7回TKO負けを喫した。

- 日本バンタム級1位となり、9月にはメキシコに渡り、オクタビオ・ファモソ・ゴメスと対戦。自身初の外国での試合はTKO敗け。

- 1970年6月1日、引退。

- 現在は2007年1月にオープンしたアマチュアボクシングジム「ボクシングジムUNO」の会長として、後進の育成に当たっている。

## ゴルフ
- ボクシング引退後に始めたゴルフでは、1980年に「第11回東海クラシック」にも出場している（第8回東海マスターズに初参加で予選1位通過。決勝戦は2位で、東海クラシックに推薦出場）。

## 戦績
| 戦           | 日付           | 勝敗     | 時間       | 内容 | 対戦相手                          | 国籍       | 備考                                       |
| ------------ | -------------- | -------- | ---------- | ---- | --------------------------------- | ---------- | ------------------------------------------ |
| 1            | 1962年12月26日 | 敗北     |            |      | 山田 忠(疋田)                     | 日本       | 東海テレビスタジオ , ※プロデビュー戦       |
| 2            | 1963年1月23日  | 勝利     | 3R 2分18秒 | KO   | 吉田 勝(疋田)                     | 日本       | 東海テレビスタジオ                         |
| 3            | 1963年2月20日  | 引分     |            |      | 森島 勝孝(疋田)                   | 日本       | 東海テレビスタジオ                         |
| 4            | 1963年5月29日  | 勝利     |            |      | 望月 練太郎(池田)                 | 日本       | 豊橋市体育館                               |
| 5            | 1963年6月19日  | 勝利     |            |      | 後藤 豊(松田)                     | 日本       | 守山区民会館                               |
| 6            | 1963年6月30日  | 引分     |            |      | 山形 勝男(中日)                   | 日本       | 中津川市体育館                             |
| 7            | 1963年10月13日 | 勝利     |            |      | 岩田 正夫(中日)                   | 日本       | 守山区公民館 , ※新人王戦                   |
| 8            | 1963年10月23日 | 引分     |            |      | 野呂 政則(中日)                   | 日本       | 金山体育館 , ※新人王戦                     |
| 9            | 1963年11月10日 | 勝利     |            |      | 宇原 二郎(東海)                   | 日本       | 金山体育館 , ※新人王戦                     |
| 10           | 1963年11月20日 | 引分     |            |      | 塚本 敏信(東海)                   | 日本       | 金山体育館 , ※新人王戦                     |
| 11           | 1963年12月18日 | 敗北     |            |      | 森島 勝幸(疋田)                   | 日本       | 金山体育館                                 |
| 12           | 1964年1月19日  | 引分     |            |      | 大阪 秀樹(松田)                   | 日本       | 金山体育館                                 |
| 13           | 1964年3月18日  | 敗北     |            |      | 植木 仁美(松田)                   | 日本       | 金山体育館                                 |
| 14           | 1964年5月10日  | 引分     |            |      | 大阪 秀樹(松田)                   | 日本       | 一宮市体育館                               |
| 15           | 1964年7月26日  | 引分     |            |      | 松本 五郎(中外)                   | 日本       | 豊川市体育館                               |
| 16           | 1964年9月27日  | 勝利     |            |      | 田畑 祐勝(中外)                   | 日本       | トヨタ自動車体育館                         |
| 17           | 1965年2月14日  | 勝利     |            |      | 若山 道生(松田)                   | 日本       | 金山体育館                                 |
| 18           | 1965年5月18日  | 引分     |            |      | ヘンリー・中島(大阪新和)          | 日本       | 愛知県体育館                               |
| 19           | 1965年7月11日  | 勝利     | 4R 2分30秒 | KO   | 田中 実(大拳)                     | 日本       | 豊橋体育館                                 |
| 20           | 1965年11月4日  | 勝利     |            |      | 山根 正博(AO)                     | 日本       | 九電記念体育館                             |
| 21           | 1965年12月26日 | 敗北     |            |      | 対島 忠彦(大阪帝拳)               | 日本       | 金山体育館                                 |
| 22           | 1966年2月15日  | 勝利     | 5R2分27秒  | KO   | 布施 憲二(中日)                   | 日本       | 愛知県体育館                               |
| 23           | 1966年3月20日  | 引分     |            |      | 布施 憲二(中日)                   | 日本       | 金山体育館                                 |
| 24           | 1966年5月29日  | 勝利     |            |      | 布施 憲二(中日)                   | 日本       | 半田市民ホール                             |
| 25           | 1966年10月13日 | 勝利     |            |      | 田中 金蔵(辰巳)                   | 日本       | 岐阜市民センター                           |
| 26           | 1966年12月4日  | 引分     |            |      | 原田 勝広(笹崎)                   | 日本       | 半田市民ホール                             |
| 27           | 1967年2月5日   | 勝利     | 6R 2分     | KO   | 熊沢 春樹(ヨネクラ)               | 日本       | 浜松市体育館                               |
| 28           | 1967年3月5日   | 勝利     |            |      | 韮沢 重夫(不二)                   | 日本       | 後楽園ホール                               |
| 29           | 1967年5月31日  | 勝利     |            |      | アルバート・レイス( - )           | フィリピン | 金山体育館                                 |
| 30           | 1967年7月12日  | 敗北     |            |      | 高木 永伍(アベ)                   | 日本       | 金山体育館                                 |
| 31           | 1967年9月6日   | 敗北     |            |      | 湯通堂 清秀(極東)                 | 日本       | 金山体育館                                 |
| 32           | 1967年10月25日 | 勝利     |            |      | バーナベ・フェルナンデス( - )     | フィリピン | 金山体育館                                 |
| 33           | 1967年11月26日 | 勝利     | 6R         | KO   | 乙守 洋(笹崎)                     | 日本       | 金山体育館                                 |
| 34           | 1968年1月10日  | 勝利     | 8R 0分59秒 | KO   | 太郎浦 一(新和)                   | 日本       | 金山体育館                                 |
| 35           | 1968年2月7日   | 引分     |            |      | ジョー・メデル( - )               | メキシコ   | 金山体育館                                 |
| 36           | 1968年3月13日  | 勝利     |            |      | ルディ・ベンツン( - )             | フィリピン | 金山体育館                                 |
| 37           | 1968年4月11日  | 敗北     |            |      | 高木 永伍(アベ)                   | 日本       | 福島県立体育館 , ※バンタム級タイトルマッチ |
| 38           | 1968年7月10日  | 敗北     |            |      | 金沢和良(アベ)                    | 日本       | 西尾市体育館                               |
| 39           | 1968年8月28日  | 引分     |            |      | 津金沢 記一(ヨネクラ)             | 日本       | 岐阜市民ホール                             |
| 40           | 1968年9月21日  | 敗北     |            |      | オクタビオ・ファモソ・ゴメス( - ) | メキシコ   |                                            |
| 41           | 1968年10月30日 | 無効試合 |            |      | 中島 健次郎(船橋)                 | 日本       | 四日市市体育館                             |
| 42           | 1968年12月18日 | 勝利     |            |      | 太郎浦 一(新和)                   | 日本       | 金山体育館                                 |
| 43           | 1969年3月12日  | 敗北     |            |      | 牛若丸 原田(笹崎)                 | 日本       | 金山体育館                                 |
| 44           | 1969年7月30日  | 敗北     |            |      | 長谷川 俊正(京浜)                 | 日本       | 富山市体育館                               |
| 45           | 1969年9月24日  | 敗北     |            |      | サルトビ小山(笹崎)                | 日本       | 愛知県碧南体育館                           |
| テンプレート |                |          |            |      |                                   |            |                                            |